# Oliva
Oliva – miasto w Hiszpanii, we wspólnocie autonomicznej Walencja, w prowincji Walencja. W 2009 liczyło 28 419 mieszkańców.